# Assemblage en angle à plat-joint

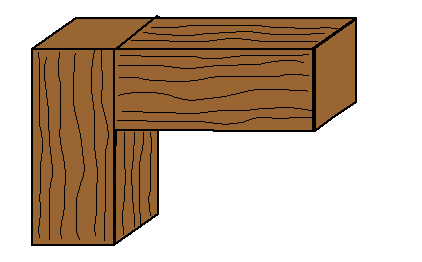
Assemblage en angle à plat-joint

Un assemblage à plat-joint est un type d'assemblage en angle dans lequel deux membrures d'un matériau quelconque sont jointifs par leurs extrémités, sans aucune mise en forme particulière, sans aucun embrèvement (à plat-joint). L'assemblage à plat joint est l'assemblage le plus simple à réaliser puisqu'il consiste simplement à couper le bois à la longueur voulue et à les assembler. C'est aussi le plus faible, car à moins d'utiliser un renfort, on ne peut utiliser que de la colle pour le maintenir en place. Parce que l'orientation du bois ne propose généralement qu'une extrémité de la surface de collage en bois de fil, le joint obtenu est intrinsèquement fragile.

## Méthode
L'assemblage d'angle à plat joint est un joint très simple à construire. Les membrures sont simplement coupées à angle droit et ont la longueur requise. Une membrure sera réduite de l'épaisseur du membre adjacent pour atteindre la taille finie. Pour les constructions fermées, telles que les bâtis et châssis et caisses diverses à quatre côtés, il faut prendre en compte l'épaisseur des deux membres adjacents. Par exemple : lors de la construction d’une caisse à quatre côtés en matériau de 19 mm d’épaisseur, dont la taille finale sera de 600 × 600 mm, deux des membres seront découpés à 600 mm et deux à 600 - 19 - 19 mm = 562 mm.
Les assemblage en angle à plat-joint renforcés peuvent nécessiter des étapes supplémentaires décrites en détail plus loin.
Dans le bois massif, la connexion des membrures pour un plat-joint est généralement une coupe en travers : une scie à tronçonner ou scie de travers est donc préférable pour ce travail. Lorsque l'on travaille avec des matériaux en feuille, il n'y a pas de distinction entre coupe transversale et coupe longitudinale.
Les membrures peuvent être coupées par l’une des méthodes suivantes :
Plat-joint de bâtis divers
- Scie de long
- Scie circulaire et règle à tracer
- Scie circulaire à table

Plat joint de châssis
- Scie à dos de travers (Crosscut backsaw)
- Scie à onglet (Miter saw)
- Scie circulaire à table utilisant un guide inclinable, ou une table coulissante.

## Plat-joint renforcé
Pour surmonter leur faiblesse inhérente, les assemblages en angle à plat-joint sont généralement renforcés par l'une des méthodes suivantes :

### Plat-joint cloué
C'est la forme la plus courante de plat-joint dans la construction de bâtiments. Les membres sont réunis et un certain nombre de clous sont enfoncés pour les maintenir en place. La technique de clouage en biais est appliquée de sorte que les clous ne soient pas parallèles les uns aux autres et résistent ainsi à la séparation du joint. Cette forme de plat-joint est rarement utilisée dans la fabrication de meubles.
Utilisation :
- Construction en cadre, pans de bois dans la construction de bâtiments ;
- fabrication de boîtes/armoires/cadres de base ou temporaire ;
- jouets en bois.

### Plat-joint chevillé

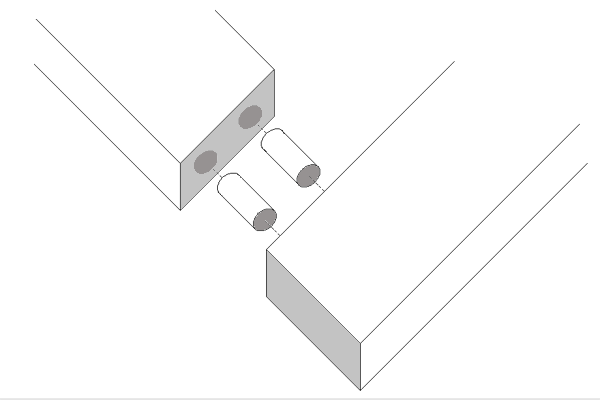
Un assemblage en angle à plat-joint chevillé.

Le plat-joint assemblés par à chevilles de bois (assemblages à clé, assemblage à goujon, assemblage par tourillon, en anglais dowel reinforced butt joint) est une méthode très répandue de renforcement des plat-joints dans les meubles depuis longtemps. Ils sont courants dans la construction des châssis, et des bâtis. Les joints à goujon sont populaires dans les chaises, les armoires, les panneaux et les dessus de table. Ils sont également utilisés pour aider à l'alignement lors du collage.
La technique consiste à découper les éléments à la taille voulue, puis à percer une série de trous dans la surface de joint de chaque élément. Les trous sont souvent percés à l'aide d'un gabarit à goujons (dowelling jig) qui facilite la mise en place précise des trous - la précision est primordiale dans cette technique pour garantir l'alignement parfait des membres dans l'ouvrage d'assemblage achevé. Les trous sont percés de manière qu'il y ait des trous correspondants dans chaque élément dans lesquels des goujons courts sont insérés avec de la colle. Le joint est rassemblé et serré jusqu'à ce que la colle soit sèche.
Cet assemblage est beaucoup plus résistant qu'un plat-joint sans renforcement. Les tourillons ou chevilles offrent une certaine résistance, même après la détérioration de la colle. Au fil du temps, les chevilles peuvent rétrécir et se desserrer. Elles prennent une section ovale en raison du retrait différentiel du bois, fonction du fil du bois. Des chevilles desserrées permettent à l'articulation de fléchir, même s'il n'y a pas de risque de désolidarisation. Ce phénomène est évident dans les chaises qui craquent et dans les bibliothèques qui bougent. Pour cette raison, les assemblages à goujons ne sont pas une option intéressante pour les meubles de haute qualité.
Utilisation :
- Construction en cadre
- Bâti de meuble
- Assemblage de panneaux

Une variante de la méthode de renforcement par cheville consiste à utiliser des chevilles de Miller (Miller dowel) en place des chevilles cylindriques droites habituelles.

### Plat-joint avec lamelles

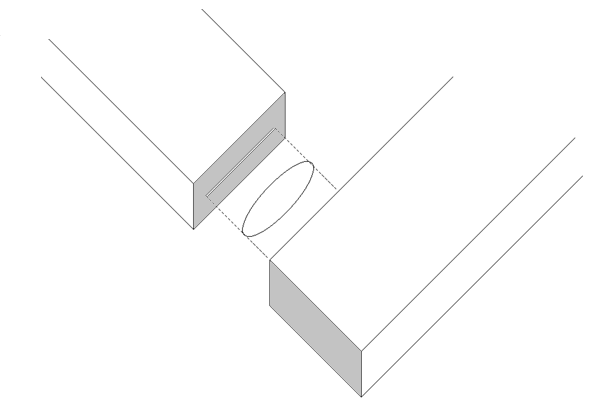
Assemblage d'angle en plat-joint avec lamelle

Le plat-joint assemblé par lamelles (en anglais biscuit reinforced butt joint) est une innovation relativement récente dans la construction d'angle en plat-joint. Il est principalement utilisé dans la construction de bâtis et de châssis. La lamelle (ou lamello, en anglais biscuit) est une pièce de forme ovale en bois spécialement séchés et compressés, généralement en hêtre, qui est installée dans des mortaises assorties dans les deux membres de l’assemblage, de la même manière qu’un tenon rapporté. Les assemblages à lamelle sont communs dans la construction de châssis et de bâtis. Ils sont particulièrement pratiques pour coller les panneaux car ils facilitent l'alignement des membres du panneau. L'outil qui sert à créer les rainures dans le bois pour la réalisation d'assemblages chevillés de type lamelle, s’appelle fraiseuse à lamelles ou scie à rainure (en anglais plate joiner, biscuit joiner), outil électrique portable, à petite lame circulaire. L'inclinaison de la lame peut être réglée de 0° à 90° selon le type de joint à réalise.
Pour créer la mortaise de la lamelle, un menuisier est généralement requis. Il existe d'autres méthodes de découpe de la fente, telles qu'un outil de rainurage dans une défonceuse, mais la fraiseuse à lamelles est la plus courante. La précision n'est pas aussi importante dans la création de ces mortaises lorsque la lamelle est conçue pour permettre un peu de flexibilité lors du collage: la mortaise doit être située à la bonne distance de la face dans les deux membres, mais la mesure de largeur de la mortaise n’est pas aussi importante.
Lorsque les mortaises ont été coupées, la lamelle est insérée avec de la colle et l’assemblage est aligné et serré. La lamelle absorbe un peu d'humidité de la colle et gonfle dans la mortaise, créant un joint bien ajusté.
Les lamelles sont disponibles dans une gamme de tailles pour différentes utilisations. Il est également courant d'utiliser plusieurs lamelles côte à côte dans un joint lorsque les éléments sont épais.
Utilisation :
- Construction en cadre
- Bâti de meuble
- Assemblage de panneaux
- Attacher la face d'un meuble

### Plat-joint vissé
Le plat-joint assemblé par vissage (en anglais screwed butt joint) utilise une ou plusieurs vis insérées après le rapprochement du joint. Les vis sont généralement insérées dans une des faces en bois de fil d'un élément et s'étendent à travers le joint dans le bois de bout de l'élément adjacent. Pour cette raison, de longues vis sont nécessaires (généralement 3 fois l'épaisseur du membre) pour assurer une bonne traction. Ces joints peuvent également être collés bien que ce ne soit pas nécessaire.
Dans le travail du bois massif, il est courant de percer un trou (lamage) dans le membre du châssis afin de dissimuler la tête de la vis. Cela permet également à la vis de pénétrer plus complètement dans l'élément adjacent pour une plus grande traction. Une fois que la vis a été enfoncée dans le joint, le lamage peut être rempli avec un goujon de taille appropriée ou un bouchon en bois coupé dans une chute du même bois.
Il existe également des systèmes commerciaux disponibles pour les plat-joint vissés dans lesquels un capuchon en plastique est fourni avec la vis. Le lamage n'est pas nécessaire pour ces fixations. Ce système est plus commun avec les produits en panneau préfabriqués.
Le plat-joint vissé est commun dans les menuiseries de châssis et de bâti. Les cuisines modulaires utilisent régulièrement cette méthode de fixation.
Utilisation :
- Construction en cadre
- Bâti de meuble

### Plat-joint avec vis et trous de poche

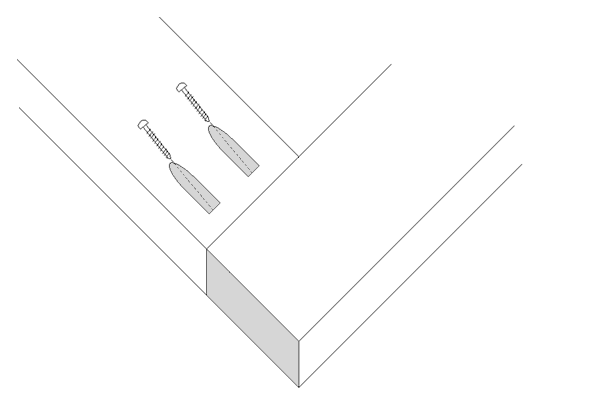
Assemblage d'angle en plat-joint avec vis à trou de poche

Il s’agit d’une variante du plat-joint vissé dans laquelle les vis sont insérées dans des trous de poche, trous obliques percés dans la face arrière de l’un des éléments de jonction. Les vis s'étendent dans le sens transversal du membre adjacent, ce qui permet d'utiliser des vis beaucoup plus courtes. Cette méthode est préférable lorsque les bords du châssis sont visibles.
Les trous de poche nécessitent deux opérations de forage. La première consiste à lamer le trou de la poche lui-même, qui loge la tête de la vis dans le membre. Ce trou est arrêté à environ 1/4 de pouce (5 mm) du bord de l’élément du châssis. La deuxième étape consiste à percer un avant-trou concentrique au trou de la poche qui traverse le champ de l’élément. Le pré-trou permet à la vis passer à travers le membre et d'atteindre le membre adjacent. Cette opération de forage en deux étapes peut être effectuée avec deux forets de tailles différentes. Cependant, des forets étagés spéciaux sont disponibles pour effectuer l'opération en une seule passe. L’opération de forage est souvent facilitée par un gabarit de trou de poche (en anglais pocket hole jig) qui permet à l’utilisateur de percer le trou de poche à l’angle et à la profondeur appropriés.
Utilisation :
- Construction en cadre
- Attacher la face d'un meuble

### Attaches démontables
Les attaches démontables (en anglais knock-down fasteners) sont un dispositif mécanique conçu dans le but de construire des plat-joint pouvant être assemblés et désassemblés. Ce type de fixation est très populaire dans les meubles en kit, qui se caractérisent par des éléments tels que bibliothèques et unités murales, et fournissent un ensemble de composants prédécoupés et pré-percés prêts à être assemblés par un débutant. Ils sont également très fréquents dans les cuisines modulaires modernes.
Les attaches démontables consistent généralement en des goujons à came (cam dowels) verrouillés par des verrous à came (cam locks, conformat fasteners), installés dans des éléments adjacents. Les membres sont rassemblés et le joint est sécurisé en tournant le verrou à came.
Des outils spécialisés et des gabarits sont souvent nécessaires pour l'installation d'attaches démontables (mais pas pour l'assemblage de meubles en kit), ils ont donc tendance à être d'un usage limité à ceux qui fabriquent des articles de série. Cependant, il existe des applications dans lesquelles les bricoleurs peuvent tirer parti de la gamme de fixations disponibles. Elles sont plus faciles et nécessitent moins de compétences que certaines des techniques plus traditionnelles.
Les attaches démontables sont généralement utilisées pour la menuiserie de bâti ; les meubles qui les utilisent sont généralement de construction sans cadre.
Utilisation : 
- Large application en ébénisterie en fonction du type de fixation : particulièrement dans la construction de bâtis.